# Sæbekassebil
 Der er for få eller ingen kildehenvisninger i denne artikel, hvilket er et problem. Du kan hjælpe ved at angive troværdige kilder til de påstande, som fremføres i artiklen.

En sæbekassebil er et firhjulet køretøj uden motor. En sæbekassebil kan være drevet af gravitation (f.eks. på bakke) eller løbere der skubber.
Et af de mest velbevarede eksempler på denne sport er Det Danske Spejderkorps' årlige løb for sæbekassebiler, Oak City Rally. Her dyster over 200 sæbekassebiler hvert år om at gennemløbe den næsten 10 km lange rute fra Farum Station til spejdercentret Egemosen.
Navnet sæbekassebil stammer tilbage til før 1950erne, og er opstået ud af de tønder og sæbekasser som købmænd og andre større forbrugere fik leveret sæbe i, her oftest sæbespåner. Tønderne der var lavet af krydsfiner brugte datidens børn som køler på deres hjemmelavede køretøjer,som en efterligning af de helt gamle racerbiler.
Sæbekassebilerne var ofte meget simple bestående af et bræt med et løst drejeligt et på tværs foran, og det hele påsat 4 barnevognshjul.
De mest simple uden en sæbekasse kunne man styre med fødderne, mens de der havde fået fat i en rigtig sæbekasse/tønde havde et reb gjort fast i hver side af det drejelige bræt som en tømme på en hestevogn, og her sad føreren af sæbekassebilen med benene inde i tønden, der var lukket fortil af tøndens bund.